# Isola di Škot
L'isola di Škot (in russo Остров Шкота, ostrov Škota) è un'isola russa che fa parte dell'arcipelago dell'imperatrice Eugenia ed è bagnata dal mar del Giappone.
Amministrativamente appartiene al Frunzenskij rajon di Vladivostok, nel Territorio del Litorale, che è parte del Circondario federale dell'Estremo Oriente.

## Geografia
L'isola è situata nella parte settentrionale del golfo di Pietro il Grande a circa cento metri dalla costa meridionale dell'isola Russkij con la quale forma la baia Novyj Džigit (бухта Новый Джигит), e 20 km a sud del centro di Vladivostok. È bagnata interamente dalle acque del golfo dell'Ussuri.
L'isola di Škot ha una forma rettangolare irregolare, con un'ampia insenatura, la baia Dotovaja (бухта Дотовая), nella parte occidentale. Misura circa 2,1 km di lunghezza e 1,8 m di larghezza nei punti più ampi, per una superficie di 2,6 km². L'altitudine massima è di 146,6 m s.l.m. nella parte sud-orientale. Da qui digrada dolcemente verso la costa settentrionale e occidentale. L'estremità nord è una sottile striscia di terra ghiaiosa che termina in un braccio di mare di 100 m di lunghezza e poco profondo, tanto che Škot può essere raggiunta a guado dall'isola Russkij.

Nel versante nord-ovest scorre un ruscello che si getta nella baia Dotovaja, ad est invece si trovano solo pochi e piccoli corsi d'acqua.
L'isola è quasi totalmente coperta da un denso bosco di latifoglie, fatta eccezione per i prati del nord-est affacciati sul mare aperto, e i terreni incolti dell'estremità settentrionale.

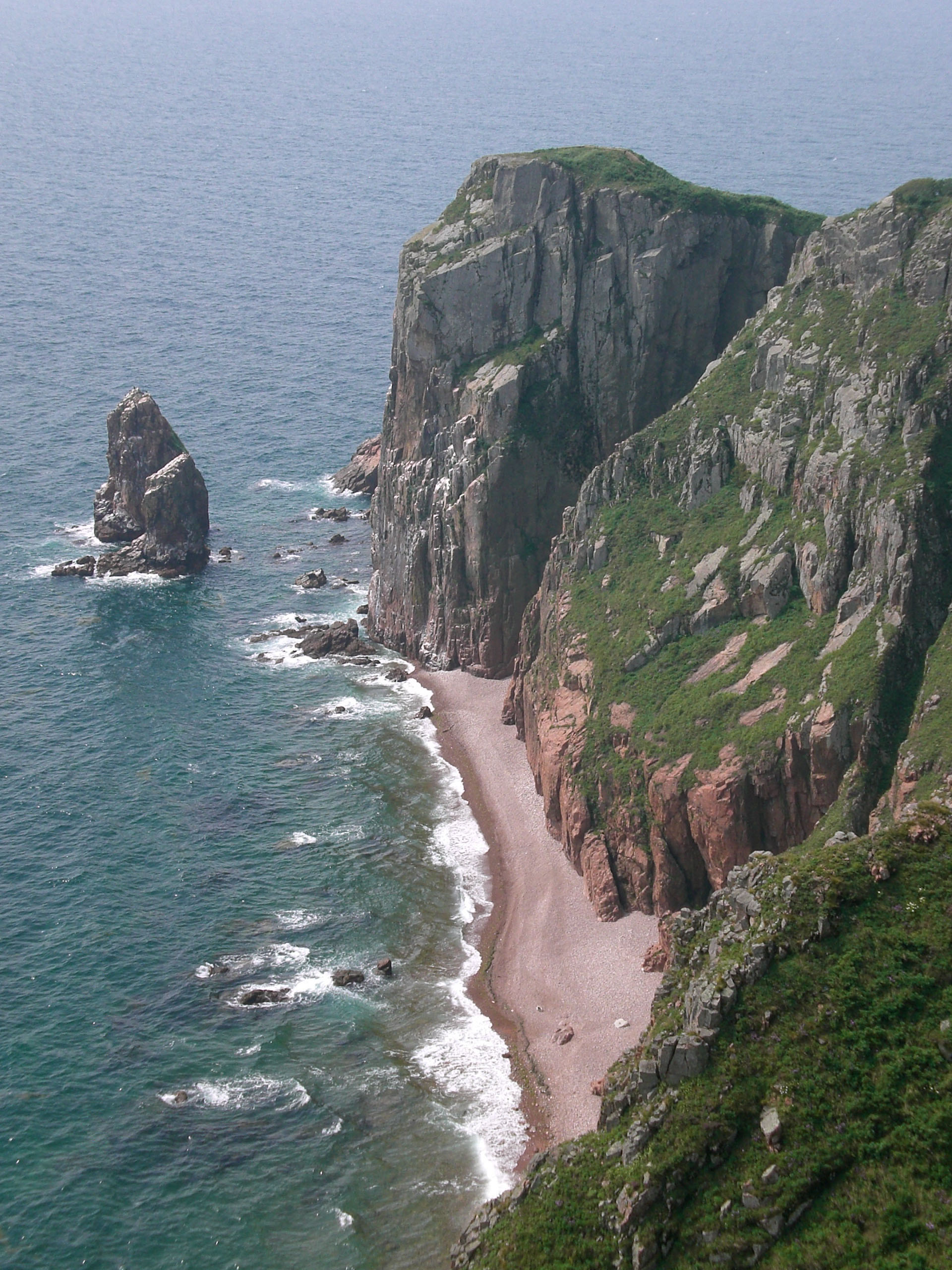
Capo Majačnyj

Nel nord si trova un piccolo agglomerato di case. Tuttavia l'isola non ha una popolazione residente, sebbene durante l'estate sia regolarmente visitata da turisti e villeggianti. Il punto più meridionale è chiamato capo Majačnyj (мыс Маячный) per la presenza di un faro. Una strada semisommersa dalla vegetazione attraversa l'isola da nord a sud.

## Storia
L'isola è stata così chiamata in onore del capitano della corvetta America Nikolaj Jakovlevič Škot che esplorò il Territorio del Litorale attorno alla metà del XIX secolo.